# Spodochlamys curvibrachialis
Spodochlamys curvibrachialis är en skalbaggsart som beskrevs av Ohaus 1905. Spodochlamys curvibrachialis ingår i släktet Spodochlamys och familjen Rutelidae. Inga underarter finns listade i Catalogue of Life.